# خواكين فيلا غونزاليس
خواكين فيلا غونزاليس (بالإسبانية: Joaquín Vela González)‏ هو سياسي مكسيكي، ولد في 11 فبراير 1954 في مدينة أغواسكاليينتس في المكسيك. حزبياً، نشط في حزب الثورة الديمقراطية. وقد انتخب عضو مجلس النواب المكسيك.